# Svein Oddvar Moen
Svein Oddvar Moen (født 22. januar 1979) er en norsk fodbolddommer. Han har dømt internationalt under det internationale fodboldforbund FIFA siden 2005, hvor han er placeret i den europæiske dommergruppe. Fra 2011 er han placeret Elite Category-dommer, hvilket betyder at han kan dømme i kampe på højeste internationale niveau.

## Kampe med danske hold
- Den 11. december 2005: Kalmar FF – FC København 1-0 i Royal League 2005-06.
- Den 23. februar 2006: FC København – Hammarby IF 2-0 i Royal League 2005-06.
- Den 11. februar 2007: FC København – Brøndby IF 0-1 i Royal League 2006–07.[2]
- Den 16. marts 2011: Chelsea – FC København 0-0 i Champions Leagues ottendedelsfinale.[3]
- Den 11. november 2011: Venskabskamp: Danmark – Sverige 2-0.